# Bahnhof Raasiku

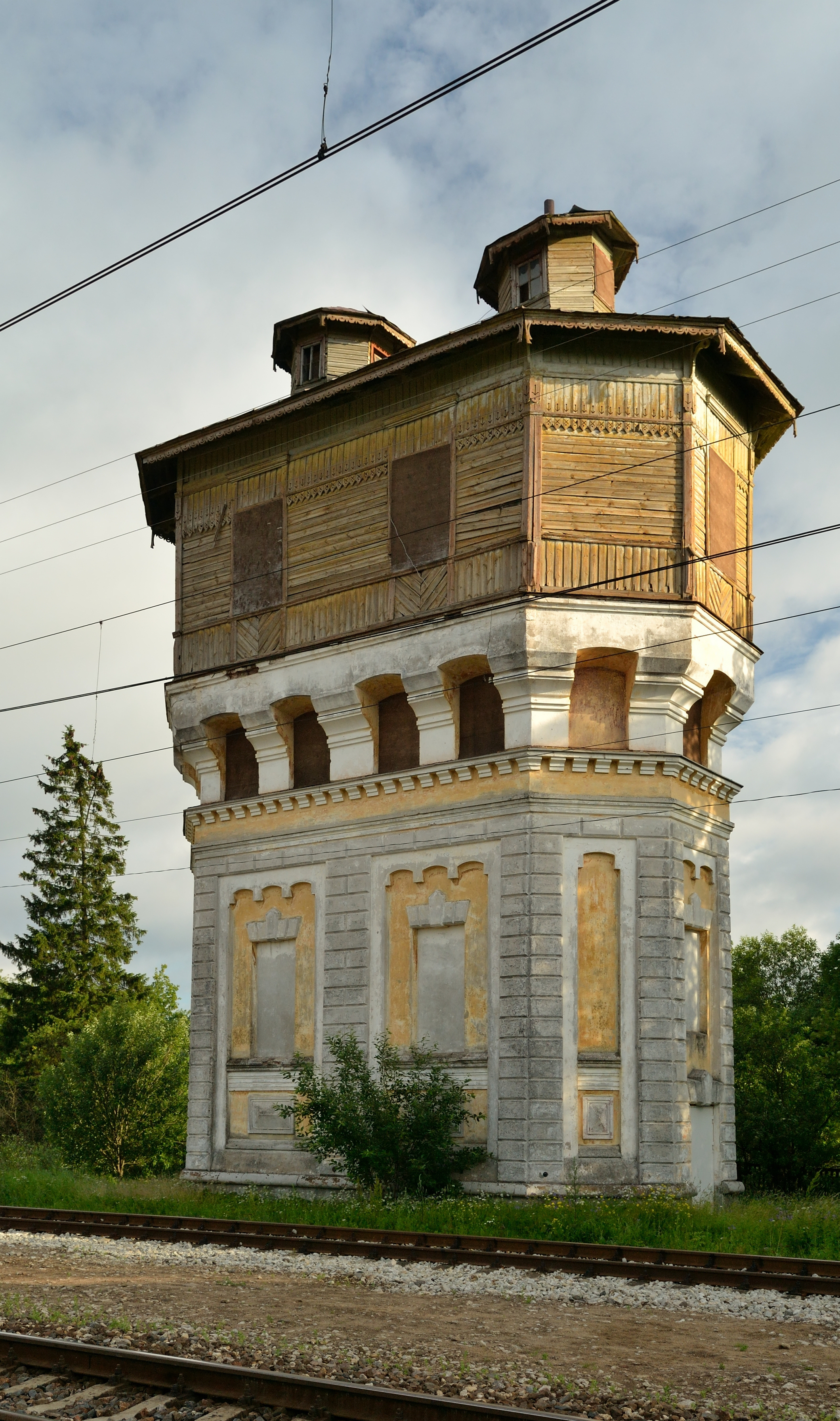
Der Wasserturm des Bahnhofes Raasiku

Der Bahnhof Raasiku ist ein Bahnhof im estnischen Ort Raasiku in der gleichnamigen Gemeinde im Kreis Harju.

## Lage und Verbindungen
Der Bahnhof liegt 25 km von Tallinn entfernt. Die Zugfahrt dorthin dauert etwa 30 Minuten.
Am Bahnhof gibt es zwei Innenbahnsteige, die beide 150 m lang sind. Der Bahnhof liegt bei Strecken-km 134,0 an der Bahnstrecke Tallinn–Narva, die hier elektrifiziert ist.

## Geschichte

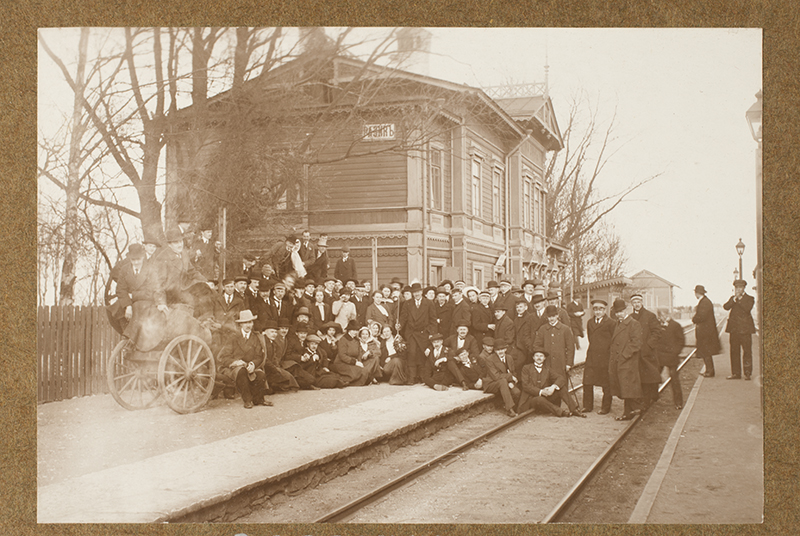
Bahnhof Raasiku mit Empfangsgebäude, 1914. Foto: Johannes Pääsuke

Der Bahnhof wurde 1870 im Zusammenhang mit dem Bau der Paldiski-Tallinn-Narva-Eisenbahn auf den Ländereien des Herrenhauses Kambja erbaut. Um den Bahnhof entstand später das Dorf Raasiku.
1941 und 1949 deportierten die sowjetischen Besatzungsbehörden zahlreiche Menschen mit Zügen von Raasiku ins Innere Russlands. An die Ereignisse erinnert ein Gedenkstein.
Während der deutschen Besetzung Estlands wurden 1942 nach heutigen Angaben 234 Juden aus dem Raum Frankfurt am Main über Raasiku deportiert. Am Zielort wurden Frauen, Kinder, ältere und nicht gesund wirkende Menschen selektiert, in ein Dünengebiet an der Ostsee bei Kalevi-Liiva gebracht und dort von einem deutsch-estnischen Kommando erschossen. Weitere etwa 1000 Personen, die am 5. September 1942 mit einem Transport aus dem KZ Theresienstadt ankamen, wurden ebenfalls ausselektiert und erschossen.

## Bahnhofsgebäude
Mit dem Bahnhof wurde das zweistöckige Bahnhofsgebäude fertiggestellt. Es wurde im Jahr 2000 abgetragen. Der Wasserturm sowie andere Nebengebäude existieren noch.